# (2536) Kozyrev
(2536) Kozyrev ist ein Asteroid des Hauptgürtels, der am 15. August 1939 vom russischen Astronomen Grigori Nikolajewitsch Neuimin am Krim-Observatorium entdeckt wurde.
Der Asteroid ist nach dem russischen Astronomen Nikolai Alexandrowitsch Kosyrew benannt.